# Maximilian Riedmüller
Maximilian Riedmüller (4 de janeiro de 1988) é um futebolista alemão que atua como goleiro no Holstein Kiel.
Após atuar por alguns anos nas categorias de base do clube, foi promovido ao time principal para a temporada 2011-12, assumindo a vaga de terceiro goleiro deixada por Thomas Kraft.

## Títulos
Bayern de Munique
- Bundesliga: 2012-13